# Lucas Didier
Pour les articles homonymes, voir Didier.
Lucas Didier, né le 8 juillet 2003 au Chesnay en France, est un pongiste français handisport. 
Il est médaille de bronze aux championnats du monde en 2022, et médaille d'argent aux Jeux paralympiques d'été de 2024 à Paris.

## Biographie
Lucas Didier naît le 8 juillet 2003 au Chesnay dans les Yvelines. Il est le frère cadet de Ugo Didier, champion de natation handisport, dont il a la même pathologie avec les pieds bots, une instabilité des genoux, une amyotrophie des membres inférieurs.
Il commence à pratiquer le tennis de table avec les valides, puis il fait partie de l'équipe de France de tennis de table handisport à 15 ans.
Lucas Didier obtient en 2022 la médaille de bronze aux championnats du monde.
Il se qualifie pour les Jeux paralympiques d'été de 2024 à Paris, où il s'assure une médaille en gagnant son quart de finale contre l'Espagnol Jorge Cardona et accédant à la demi-finale. Il bat en demi-finale le 2e mondial Ma Lin, et se qualifie pour la finale. Il obtient la médaille d'argent, s'inclinant en finale contre le Belge Laurens Devos.

## Décorations
- Chevalier de l'ordre national du Mérite (2024)[6]